# 도서관 경영학
도서관경영학(圖書館經營學, library management)은 행정적인 업무를 포함하여 수서업무, 장서개발, 장서관리 등의 도서관이라는 비영리기관의 경영기능과 관련된 전반적인 문제를 과학적으로 연구하는 학문이다.
도서관 경영이란 도서관의 사명에 따라 그 목적을 추구하고 목표를 달성하기 위한 전반적인 활동, 혹은 그러한 활동을 연구하는 문헌정보학의 한 분야이다. 도서관기능을 가진 여타기관의 경영을 포괄하여 도서관정보센터 경영학이라고 하기도 한다. 다만 도서관은 영리를 취하지 않고 도서 및 기타 자료를 수집·정리·보존하여 독자에게 독서·조사·연구·참고·취미 등에 이바지 할 목적으로 조직 운영되는 기관으로, 눈에 보이지 않고 측정되지 않은 봉사를 제공하고 모체기관의 자원배분을 통해 경영된다는 특수성을 갖고 있기 때문에 일반적인 경영과는 분명하게 구분된다.

## 같이 보기
- 문헌정보학
- 장서개발
- 장서관리
- 도서관
- 수서업무

## 참고 자료
네이버 지식백과 - 도서관 경영학